# Шишковка (Харьковская область)
Шишковка (укр. Шишківка, с 1815 по 1920 — хутор Шишковский) — село, 
Нижнебурлукский сельский совет,
Шевченковский район,
Харьковская область.
Код КОАТУУ — 6325785007. Население по переписи 2001 года составляет 73 (39/34 м/ж) человека.

## Географическое положение
Село Шишковка находится на правом берегу реки Великий Бурлук,
выше по течению на расстоянии в 1 км расположено село Средний Бурлук (Великобурлукский район),
ниже по течению на расстоянии в 1 км расположено село Нижний Бурлук,
на противоположном берегу — сёла Ивановка и Шевченково.

## История
- 1815 — дата основания хутора Шишковский.
- 1920 — переименовано в село Шишковка.

## Объекты социальной сферы
- Фельдшерско-акушерский пункт.